# Quần vợt năm 2021
Trang này bao gồm tất cả các sự kiện quan trọng của môn quần vợt trong năm 2021. Bài viết cung cấp kết quả của các giải đấu đáng chú ý trong năm của cả ATP và WTA, Davis Cup, và Fed Cup.

## ITF

### Grand Slam
| Nội dung | Giải đấu     | Nhà vô địch     | Á quân             | Tỷ số trong trận chung kết   |
| -------- | ------------ | --------------- | ------------------ | ---------------------------- |
| Đơn nam  | Úc Mở rộng   | Novak Djokovic  | Daniil Medvedev    | 7–5, 6–2, 6–2                |
| Đơn nam  | Pháp Mở rộng | Novak Djokovic  | Stefanos Tsitsipas | 6–7(6–8), 2–6, 6–3, 6–2, 6–4 |
| Đơn nam  | Wimbledon    | Novak Djokovic  | Matteo Berrettini  | 6–7(4–7), 6–4, 6–4, 6–3      |
| Đơn nam  | Mỹ Mở rộng   | Daniil Medvedev | Novak Djokovic     | 6-4, 6-4, 6-4                |

| Nội dung | Giải đấu     | Nhà vô địch        | Á quân                   | Tỷ số trong trận chung kết |
| -------- | ------------ | ------------------ | ------------------------ | -------------------------- |
| Đơn nữ   | Úc Mở rộng   | Naomi Osaka        | Jennifer Brady           | 6–4, 6–3                   |
| Đơn nữ   | Pháp Mở rộng | Barbora Krejčíková | Anastasia Pavlyuchenkova | 6–1, 2–6, 6–4              |
| Đơn nữ   | Wimbledon    | Ashleigh Barty     | Karolína Plíšková        | 6–3, 6–7(4–7), 6–3         |
| Đơn nữ   | Mỹ Mở rộng   | Emma Raducanu      | Leylah Fernandez         | 6–4, 6–3                   |

| Nội dung | Giải đấu     | Nhà vô địch                         | Á quân                             | Tỷ số trong trận chung kết |
| -------- | ------------ | ----------------------------------- | ---------------------------------- | -------------------------- |
| Đôi nam  | Úc Mở rộng   | Ivan Dodig Filip Polášek            | Rajeev Ram Joe Salisbury           | 6–3, 6–4                   |
| Đôi nam  | Pháp Mở rộng | Pierre-Hugues Herbert Nicolas Mahut | Alexander Bublik Andrey Golubev    | 4–6, 7–6(7–1), 6–4         |
| Đôi nam  | Wimbledon    | Nikola Mektić Mate Pavić            | Marcel Granollers Horacio Zeballos | 6–4, 7–6(7–5), 2–6, 7–5    |
| Đôi nam  | Mỹ Mở rộng   | Rajeev Ram Joe Salisbury            | Jamie Murray Bruno Soares          | 3–6, 6–2, 6–2              |

| Nội dung | Giải đấu     | Nhà vô địch                           | Á quân                                | Tỷ số trong trận chung kết |
| -------- | ------------ | ------------------------------------- | ------------------------------------- | -------------------------- |
| Đôi nữ   | Úc Mở rộng   | Elise Mertens Aryna Sabalenka         | Barbora Krejčíková Kateřina Siniaková | 6–2, 6–3                   |
| Đôi nữ   | Pháp Mở rộng | Barbora Krejčíková Kateřina Siniaková | Bethanie Mattek-Sands Iga Świątek     | 6–4, 6–2                   |
| Đôi nữ   | Wimbledon    | Hsieh Su-wei Elise Mertens            | Veronika Kudermetova Elena Vesnina    | 3–6, 7–5, 9–7              |
| Đôi nữ   | Mỹ Mở rộng   | Samantha Stosur Zhang Shuai           | Coco Gauff Caty McNally               | 6–3, 3–6, 6–3              |

| Nội dung   | Giải đấu     | Nhà vô địch                    | Á quân                         | Tỷ số trong trận chung kết |
| ---------- | ------------ | ------------------------------ | ------------------------------ | -------------------------- |
| Đôi nam nữ | Úc Mở rộng   | Barbora Krejčíková Rajeev Ram  | Samantha Stosur Matthew Ebden  | 6–1, 6–4                   |
| Đôi nam nữ | Pháp Mở rộng | Desirae Krawczyk Joe Salisbury | Elena Vesnina Aslan Karatsev   | 2–6, 6–4, [10–5]           |
| Đôi nam nữ | Wimbledon    | Desirae Krawczyk Neal Skupski  | Harriet Dart Joe Salisbury     | 6–2, 7–6(7–1)              |
| Đôi nam nữ | Mỹ Mở rộng   | Desirae Krawczyk Joe Salisbury | Giuliana Olmos Marcelo Arévalo | 7–5, 6–2                   |

## IOC

### Thế vận hội Mùa hè 2020
- 24 tháng 7 – 1 tháng 8 năm 2021: Thế vận hội Mùa hè

| Sự kiện                 | Nội dung   | Huy chương vàng                        | Huy chương bạc                   | Huy chương đồng              | Tỷ số trong trận chung kết |
| ----------------------- | ---------- | -------------------------------------- | -------------------------------- | ---------------------------- | -------------------------- |
| Thế vận hội Mùa hè 2020 | Đơn nam    | Alexander Zverev                       | Karen Khachanov                  | Pablo Carreño Busta          | 6–3, 6–1                   |
| Thế vận hội Mùa hè 2020 | Đơn nữ     | Belinda Bencic                         | Markéta Vondroušová              | Elina Svitolina              | 7–5, 2–6, 6–3              |
| Thế vận hội Mùa hè 2020 | Đôi nam    | Nikola Mektić Mate Pavić               | Marin Čilić Ivan Dodig           | Marcus Daniell Michael Venus | 6–4, 3–6, [10–6]           |
| Thế vận hội Mùa hè 2020 | Đôi nữ     | Barbora Krejčíková Kateřina Siniaková  | Belinda Bencic Viktorija Golubic | Laura Pigossi Luisa Stefani  | 7–5, 6–1                   |
| Thế vận hội Mùa hè 2020 | Đôi nam nữ | Anastasia Pavlyuchenkova Andrey Rublev | Elena Vesnina Aslan Karatsev     | Ashleigh Barty John Peers    | 6–3, 6–7(5–7), [13–11]     |